# Solfato di idrossilammina
Il solfato di idrossilammina (o solfato di idrossilammonio) è il sale dell'acido solforico e dell'idrossilammina.
A temperatura ambiente si presenta come un solido bianco, inodore. È un composto nocivo, irritante, allergenico, pericoloso per l'ambiente.

## Sintesi
Il solfato di idrossilammina può essere ottenuto mediante reazione acido-base di idrossilammina con acido solforico:
{\displaystyle {\ce {2NH2OH(aq) + H2SO4(aq) -> (NH3OH)2SO4(aq)}}}

## Applicazioni
Il solfato di idrossilammina è utilizzato nella sintesi organica per convertire aldeidi e chetoni in ossime, acidi carbossilici e loro derivati (ad esempio esteri) in acidi idrossammici, isocianati in N-idrossiuree e nitrili in ammidossime. Il solfato di idrossilammina viene anche utilizzato per generare acido idrossilammino-O-solfonico da oleum o acido clorosolforico.
Il solfato di idrossilammina è utilizzato nella produzione di agenti anti-pelle, prodotti farmaceutici, gomma, tessuti, plastica e detergenti. È uno scavenger di radicali che termina le reazioni di polimerizzazione radicalica e funge da antiossidante nella gomma naturale. (NH3OH)2SO4 è un materiale di partenza per alcuni insetticidi, erbicidi e regolatori della crescita. Viene utilizzato in fotografia come stabilizzatore per sviluppatori di colore e come additivo in emulsioni fotografiche in pellicola a colori.

## Decomposizione
A 120 °C, il solfato di idrossilammonio inizia a decomporsi in anidride solforica, protossido di azoto, acqua e ammoniaca:
{\displaystyle {\ce {2(NH3OH)2SO4 -> 2SO3 + N2O + 2NH3 + 5H2O}}}
La reazione è esotermica sopra i 138 °C ed è maggiormente esotermica a 177 °C. I metalli (in particolare il rame, le sue leghe e i suoi sali) catalizzano la decomposizione del sale. L'instabilità di questo composto è principalmente dovuta al debole legame tra l'azoto e l'ossigeno dello ione idrossilammonio.